# Breguet 4
 (juillet 2020).

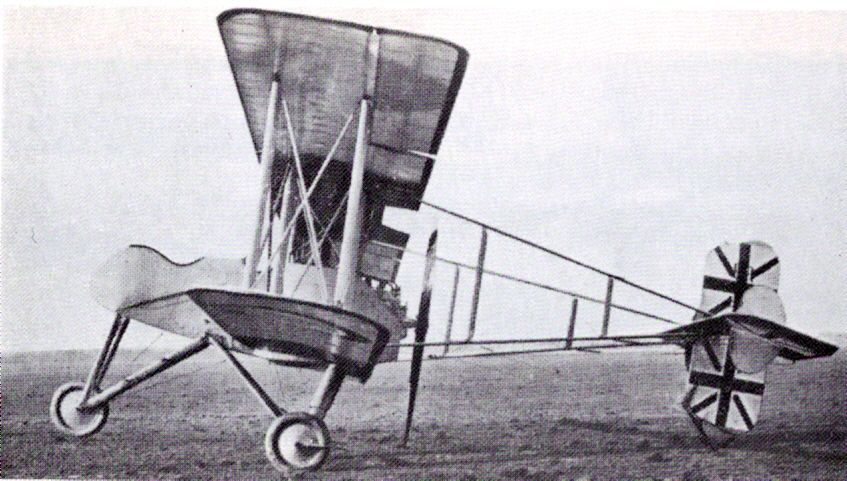
Un Breguet 4 du Royal Naval Air Service en Belgique entre avril et juin 1916.

Le Breguet 4 est un avion fabriqué par l'entreprise Breguet. Le modèle a été développé en 1914, quand les planificateurs militaires français ont commencé à exprimer une préférence pour les avions à configuration propulseur, ce qui a conduit Breguet Aviation à cesser le développement de son Type IV pour obtenir des contrats militaires avec un avion de la configuration préférée. Le Breguet 4 était un biplan à deux plans de même envergure, non décalées, où le pilote et l'observateur se trouvaient dans des cockpits ouverts en tandem dans une nacelle qui portait également le moteur propulseur à l'arrière et le train d'atterrissage tricycle.

## Caractéristiques
- Équipage: deux, pilote et tireur
- Longueur: 9,50 m
- Envergure: 16,40 m
- Hauteur: 3,70 m
- Surface de l'aile: 54,0 m2
- Poids à vide: 1 160 kg
- Poids brut: 1 535 kg
- Groupe motopropulseur: 1 × moteur radial Salmson 2M7 refroidi par eau, 200 ch (147 kW)
- Vitesse maximale: 138 km/h
- Plafond: 3 700 m
- Autonomie: 399 km
- Endurance: 3 heures
- 1 × canon Hotchkiss de 37 mm dans le cockpit avant
- 300 kg de bombes